# Vuelta al Algarve 2025
La 51.ª edición de la competición ciclista Vuelta al Algarve fue una carrera de ciclismo en ruta por etapas que se celebró entre el 19 y el 23 de febrero de 2025 en Portugal con inicio en la ciudad de Portimão y final en el Alto do Malhão, sobre una distancia total de 748,1 kilómetros.
La carrera formó parte del UCI ProSeries 2025, calendario ciclístico mundial de segunda división, dentro de la categoría UCI 2.Pro. El vencedor fue el danés Jonas Vingegaard del Visma | Lease a Bike, quien estuvo acompañado en el podio por el portugués João Almeida del UAE Emirates XRG y el belga Laurens De Plus del INEOS Grenadiers, segundo y tercer clasificado respectivamente.

## Equipos participantes
Tomaron parte en la carrera 25 equipos: 13 de categoría UCI WorldTeam invitados por la organización, 3 de categoría UCI ProTeam y 9 de categoría Continental. Formaron así un pelotón de 175 ciclistas de los que acabaron 146. Los equipos participantes fueron:
| WorldTeams (13)- Alpecin-Deceuninck - Bahrain-Victorious - Cofidis - EF Education-EasyPost - Groupama-FDJ - Ineos Grenadiers - Intermarché-Wanty - Lidl-Trek - Red Bull-BORA-hansgrohe - Soudal Quick-Step - Team Picnic-PostNL - Team Visma \| Lease a Bike - UAE Team Emirates XRG ProTeams (3)- Lotto - Caja Rural-Seguros RGA - Tudor Pro Cycling Team Equipos continentales (9)- AP Hotels & Resorts-Tavira-SC Farense - Aviludo-Louletano-Loulé - Credibom-LA Alumínios-Marcos Car - Efapel Cycling - Feirense-Beeceler - GI Group Holding-Simoldes-UDO - Rádio Popular-Paredes-Boavista - Anicolor/Tien 21 - Tavfer-Ovos Matinados-Mortágua |
| |

## Recorrido
La Vuelta al Algarve dispuso de cinco etapas dividido en tres etapas llanas, una etapa de alta montaña, y una contrarreloj individual en la última etapa, para un recorrido total de 748,1 kilómetros.
| Etapa     | Fecha     | Recorrido                          | type                    | Distancia (km) | Ganador          | Líder            |
| --------- | --------- | ---------------------------------- | ----------------------- | -------------- | ---------------- | ---------------- |
| 1.ª etapa | 19 de feb | Portimão – Lagos                   | etapa escarpada         | 190            | cancelada        | cancelada        |
| 2.ª etapa | 20 de feb | Lagoa – Foia                       | etapa de media montaña  | 177,6          | Jan Christen     | Jan Christen     |
| 3.ª etapa | 21 de feb | Villarreal de San Antonio – Tavira | etapa escarpada         | 183,5          | Jordi Meeus      | Jan Christen     |
| 4.ª etapa | 22 de feb | Albufeira – Faro                   | etapa escarpada         | 175,2          | Milan Fretin     | Jan Christen     |
| 5.ª etapa | 23 de feb | Salir – Alto do Malhão             | contrarreloj individual | 19,6           | Jonas Vingegaard | Jonas Vingegaard |

## Desarrollo de la carrera

### 1.ª etapa
| Portimão - Lagos | etapa escarpada | (190 km) |

Etapa cancelada.

### 2.ª etapa
| Lagoa - Foia | etapa de media montaña | (177,6 km) |

| \| Clasificación de la etapa \| Clasificación de la etapa \| Clasificación de la etapa \| Clasificación de la etapa \| Clasificación de la etapa \| \| Ciclista \| Ciclista \| Equipo \| Tiempo \| \| \| ------------------------- \| ------------------------- \| -------------------------- \| ------------------------- \| ------------------------- \| \| 1.º \| Jan Christen \| UAE Team Emirates XRG \| 4 h 28 min 44 s \| \| \| 2.º \| João Almeida \| UAE Team Emirates XRG \| + 0 s \| \| \| 3.º \| Laurens De Plus \| Ineos Grenadiers \| + 7 s \| \| \| 4.º \| Romain Bardet \| Team Picnic-PostNL \| + 8 s \| \| \| 5.º \| António Morgado \| UAE Team Emirates XRG \| + 10 s \| \| \| 6.º \| Jonas Vingegaard \| Team Visma \\| Lease a Bike \| + 10 s \| \| \| 7.º \| Luca Vergallito \| Alpecin-Deceuninck \| + 10 s \| \| \| 8.º \| Tao Geoghegan Hart \| Lidl-Trek \| + 13 s \| \| \| 9.º \| Primož Roglič \| Red Bull-Bora-Hansgrohe \| + 23 s \| \| \| 10.º \| Neilson Powless \| EF Education-EasyPost \| + 26 s \| \| |                    |                            |                 |
| |                    |                            |                 |
| |                    |                            |                 |
| Clasificación de la etapa |                    |                            |                 |
| Ciclista | Ciclista           | Equipo                     | Tiempo          |
| 1.º | Jan Christen       | UAE Team Emirates XRG      | 4 h 28 min 44 s |
| 2.º | João Almeida       | UAE Team Emirates XRG      | + 0 s           |
| 3.º | Laurens De Plus    | Ineos Grenadiers           | + 7 s           |
| 4.º | Romain Bardet      | Team Picnic-PostNL         | + 8 s           |
| 5.º | António Morgado    | UAE Team Emirates XRG      | + 10 s          |
| 6.º | Jonas Vingegaard   | Team Visma \| Lease a Bike | + 10 s          |
| 7.º | Luca Vergallito    | Alpecin-Deceuninck         | + 10 s          |
| 8.º | Tao Geoghegan Hart | Lidl-Trek                  | + 13 s          |
| 9.º | Primož Roglič      | Red Bull-Bora-Hansgrohe    | + 23 s          |
| 10.º | Neilson Powless    | EF Education-EasyPost      | + 26 s          |

| \| Clasificación general \| Clasificación general \| Clasificación general \| Clasificación general \| Clasificación general \| \| Ciclista \| Ciclista \| Equipo \| Tiempo \| \| \| --------------------- \| --------------------- \| -------------------------- \| --------------------- \| --------------------- \| \| 1.º \| Jan Christen \| UAE Team Emirates XRG \| 4 h 28 min 34 s \| \| \| 2.º \| João Almeida \| UAE Team Emirates XRG \| + 4 s \| \| \| 3.º \| Laurens De Plus \| Ineos Grenadiers \| + 13 s \| \| \| 4.º \| Romain Bardet \| Team Picnic-PostNL \| + 18 s \| \| \| 5.º \| António Morgado \| UAE Team Emirates XRG \| + 20 s \| \| \| 6.º \| Jonas Vingegaard \| Team Visma \\| Lease a Bike \| + 20 s \| \| \| 7.º \| Luca Vergallito \| Alpecin-Deceuninck \| + 20 s \| \| \| 8.º \| Tao Geoghegan Hart \| Lidl-Trek \| + 23 s \| \| \| 9.º \| Primož Roglič \| Red Bull-Bora-Hansgrohe \| + 23 s \| \| \| 10.º \| Neilson Powless \| EF Education-EasyPost \| + 26 s \| \| |                    |                            |                 |
| |                    |                            |                 |
| |                    |                            |                 |
| Clasificación general |                    |                            |                 |
| Ciclista | Ciclista           | Equipo                     | Tiempo          |
| 1.º | Jan Christen       | UAE Team Emirates XRG      | 4 h 28 min 34 s |
| 2.º | João Almeida       | UAE Team Emirates XRG      | + 4 s           |
| 3.º | Laurens De Plus    | Ineos Grenadiers           | + 13 s          |
| 4.º | Romain Bardet      | Team Picnic-PostNL         | + 18 s          |
| 5.º | António Morgado    | UAE Team Emirates XRG      | + 20 s          |
| 6.º | Jonas Vingegaard   | Team Visma \| Lease a Bike | + 20 s          |
| 7.º | Luca Vergallito    | Alpecin-Deceuninck         | + 20 s          |
| 8.º | Tao Geoghegan Hart | Lidl-Trek                  | + 23 s          |
| 9.º | Primož Roglič      | Red Bull-Bora-Hansgrohe    | + 23 s          |
| 10.º | Neilson Powless    | EF Education-EasyPost      | + 26 s          |

### 3.ª etapa
| Villarreal de San Antonio - Tavira | etapa escarpada | (183,5 km) |

| \| Clasificación de la etapa \| Clasificación de la etapa \| Clasificación de la etapa \| Clasificación de la etapa \| Clasificación de la etapa \| \| Ciclista \| Ciclista \| Equipo \| Tiempo \| \| \| ------------------------- \| ------------------------- \| -------------------------- \| ------------------------- \| ------------------------- \| \| 1.º \| Jordi Meeus \| Red Bull-Bora-Hansgrohe \| 4 h 18 min 34 s \| \| \| 2.º \| Biniam Girmay \| Intermarché-Wanty \| + 0 s \| \| \| 3.º \| Arnaud De Lie \| Lotto \| + 0 s \| \| \| 4.º \| Casper van Uden \| Team Picnic-PostNL \| + 0 s \| \| \| 5.º \| Milan Fretin \| Cofidis \| + 0 s \| \| \| 6.º \| Madis Mihkels \| EF Education-EasyPost \| + 0 s \| \| \| 7.º \| Wout van Aert \| Team Visma \\| Lease a Bike \| + 0 s \| \| \| 8.º \| Santiago Mesa \| Efapel Cycling \| + 0 s \| \| \| 9.º \| Samuel Watson \| Ineos Grenadiers \| + 0 s \| \| \| 10.º \| Johan Jacobs \| Groupama-FDJ \| + 0 s \| \| |                 |                            |                 |
| |                 |                            |                 |
| |                 |                            |                 |
| Clasificación de la etapa |                 |                            |                 |
| Ciclista | Ciclista        | Equipo                     | Tiempo          |
| 1.º | Jordi Meeus     | Red Bull-Bora-Hansgrohe    | 4 h 18 min 34 s |
| 2.º | Biniam Girmay   | Intermarché-Wanty          | + 0 s           |
| 3.º | Arnaud De Lie   | Lotto                      | + 0 s           |
| 4.º | Casper van Uden | Team Picnic-PostNL         | + 0 s           |
| 5.º | Milan Fretin    | Cofidis                    | + 0 s           |
| 6.º | Madis Mihkels   | EF Education-EasyPost      | + 0 s           |
| 7.º | Wout van Aert   | Team Visma \| Lease a Bike | + 0 s           |
| 8.º | Santiago Mesa   | Efapel Cycling             | + 0 s           |
| 9.º | Samuel Watson   | Ineos Grenadiers           | + 0 s           |
| 10.º | Johan Jacobs    | Groupama-FDJ               | + 0 s           |

| \| Clasificación general \| Clasificación general \| Clasificación general \| Clasificación general \| Clasificación general \| \| Ciclista \| Ciclista \| Equipo \| Tiempo \| \| \| --------------------- \| --------------------- \| -------------------------- \| --------------------- \| --------------------- \| \| 1.º \| Jan Christen \| UAE Team Emirates XRG \| 8 h 47 min 08 s \| \| \| 2.º \| João Almeida \| UAE Team Emirates XRG \| + 4 s \| \| \| 3.º \| Laurens De Plus \| Ineos Grenadiers \| + 13 s \| \| \| 4.º \| António Morgado \| UAE Team Emirates XRG \| + 20 s \| \| \| 5.º \| Jonas Vingegaard \| Team Visma \\| Lease a Bike \| + 20 s \| \| \| 6.º \| Luca Vergallito \| Alpecin-Deceuninck \| + 20 s \| \| \| 7.º \| Primož Roglič \| Red Bull-Bora-Hansgrohe \| + 23 s \| \| \| 8.º \| Tao Geoghegan Hart \| Lidl-Trek \| + 23 s \| \| \| 9.º \| Romain Grégoire \| Groupama-FDJ \| + 26 s \| \| \| 10.º \| Neilson Powless \| EF Education-EasyPost \| + 26 s \| \| |                    |                            |                 |
| |                    |                            |                 |
| |                    |                            |                 |
| Clasificación general |                    |                            |                 |
| Ciclista | Ciclista           | Equipo                     | Tiempo          |
| 1.º | Jan Christen       | UAE Team Emirates XRG      | 8 h 47 min 08 s |
| 2.º | João Almeida       | UAE Team Emirates XRG      | + 4 s           |
| 3.º | Laurens De Plus    | Ineos Grenadiers           | + 13 s          |
| 4.º | António Morgado    | UAE Team Emirates XRG      | + 20 s          |
| 5.º | Jonas Vingegaard   | Team Visma \| Lease a Bike | + 20 s          |
| 6.º | Luca Vergallito    | Alpecin-Deceuninck         | + 20 s          |
| 7.º | Primož Roglič      | Red Bull-Bora-Hansgrohe    | + 23 s          |
| 8.º | Tao Geoghegan Hart | Lidl-Trek                  | + 23 s          |
| 9.º | Romain Grégoire    | Groupama-FDJ               | + 26 s          |
| 10.º | Neilson Powless    | EF Education-EasyPost      | + 26 s          |

### 4.ª etapa
| Albufeira - Faro | etapa escarpada | (175,2 km) |

| \| Clasificación de la etapa \| Clasificación de la etapa \| Clasificación de la etapa \| Clasificación de la etapa \| Clasificación de la etapa \| \| Ciclista \| Ciclista \| Equipo \| Tiempo \| \| \| ------------------------- \| ------------------------- \| -------------------------- \| ------------------------- \| ------------------------- \| \| 1.º \| Milan Fretin \| Cofidis \| 4 h 03 min 31 s \| \| \| 2.º \| Jordi Meeus \| Red Bull-Bora-Hansgrohe \| + 0 s \| \| \| 3.º \| Filippo Ganna \| Ineos Grenadiers \| + 0 s \| \| \| 4.º \| Arnaud De Lie \| Lotto \| + 0 s \| \| \| 5.º \| Biniam Girmay \| Intermarché-Wanty \| + 0 s \| \| \| 6.º \| Madis Mihkels \| EF Education-EasyPost \| + 0 s \| \| \| 7.º \| Wout van Aert \| Team Visma \\| Lease a Bike \| + 0 s \| \| \| 8.º \| Nicolo Buratti \| Bahrain Victorious \| + 0 s \| \| \| 9.º \| Casper van Uden \| Team Picnic-PostNL \| + 0 s \| \| \| 10.º \| Jasper Stuyven \| Lidl-Trek \| + 0 s \| \| |                 |                            |                 |
| |                 |                            |                 |
| |                 |                            |                 |
| Clasificación de la etapa |                 |                            |                 |
| Ciclista | Ciclista        | Equipo                     | Tiempo          |
| 1.º | Milan Fretin    | Cofidis                    | 4 h 03 min 31 s |
| 2.º | Jordi Meeus     | Red Bull-Bora-Hansgrohe    | + 0 s           |
| 3.º | Filippo Ganna   | Ineos Grenadiers           | + 0 s           |
| 4.º | Arnaud De Lie   | Lotto                      | + 0 s           |
| 5.º | Biniam Girmay   | Intermarché-Wanty          | + 0 s           |
| 6.º | Madis Mihkels   | EF Education-EasyPost      | + 0 s           |
| 7.º | Wout van Aert   | Team Visma \| Lease a Bike | + 0 s           |
| 8.º | Nicolo Buratti  | Bahrain Victorious         | + 0 s           |
| 9.º | Casper van Uden | Team Picnic-PostNL         | + 0 s           |
| 10.º | Jasper Stuyven  | Lidl-Trek                  | + 0 s           |

| \| Clasificación general \| Clasificación general \| Clasificación general \| Clasificación general \| Clasificación general \| \| Ciclista \| Ciclista \| Equipo \| Tiempo \| \| \| --------------------- \| --------------------- \| -------------------------- \| --------------------- \| --------------------- \| \| 1.º \| Jan Christen \| UAE Team Emirates XRG \| 12 h 50 min 45 s \| \| \| 2.º \| João Almeida \| UAE Team Emirates XRG \| + 4 s \| \| \| 3.º \| Laurens De Plus \| Ineos Grenadiers \| + 7 s \| \| \| 4.º \| António Morgado \| UAE Team Emirates XRG \| + 14 s \| \| \| 5.º \| Luca Vergallito \| Alpecin-Deceuninck \| + 20 s \| \| \| 6.º \| Jonas Vingegaard \| Team Visma \\| Lease a Bike \| + 20 s \| \| \| 7.º \| Primož Roglič \| Red Bull-Bora-Hansgrohe \| + 23 s \| \| \| 8.º \| Tao Geoghegan Hart \| Lidl-Trek \| + 23 s \| \| \| 9.º \| Quinten Hermans \| Alpecin-Deceuninck \| + 23 s \| \| \| 10.º \| Romain Grégoire \| Groupama-FDJ \| + 26 s \| \| |                    |                            |                  |
| |                    |                            |                  |
| |                    |                            |                  |
| Clasificación general |                    |                            |                  |
| Ciclista | Ciclista           | Equipo                     | Tiempo           |
| 1.º | Jan Christen       | UAE Team Emirates XRG      | 12 h 50 min 45 s |
| 2.º | João Almeida       | UAE Team Emirates XRG      | + 4 s            |
| 3.º | Laurens De Plus    | Ineos Grenadiers           | + 7 s            |
| 4.º | António Morgado    | UAE Team Emirates XRG      | + 14 s           |
| 5.º | Luca Vergallito    | Alpecin-Deceuninck         | + 20 s           |
| 6.º | Jonas Vingegaard   | Team Visma \| Lease a Bike | + 20 s           |
| 7.º | Primož Roglič      | Red Bull-Bora-Hansgrohe    | + 23 s           |
| 8.º | Tao Geoghegan Hart | Lidl-Trek                  | + 23 s           |
| 9.º | Quinten Hermans    | Alpecin-Deceuninck         | + 23 s           |
| 10.º | Romain Grégoire    | Groupama-FDJ               | + 26 s           |

### 5.ª etapa
| Salir - Alto do Malhão | contrarreloj individual | (19,6 km) |

| \| Clasificación de la etapa \| Clasificación de la etapa \| Clasificación de la etapa \| Clasificación de la etapa \| Clasificación de la etapa \| \| Ciclista \| Ciclista \| Equipo \| Tiempo \| \| \| ------------------------- \| ------------------------- \| -------------------------- \| ------------------------- \| ------------------------- \| \| 1.º \| Jonas Vingegaard \| Team Visma \\| Lease a Bike \| 28 min 25 s \| \| \| 2.º \| Wout van Aert \| Team Visma \\| Lease a Bike \| + 11 s \| \| \| 3.º \| Antonio Tiberi \| Bahrain Victorious \| + 15 s \| \| \| 4.º \| Romain Grégoire \| Groupama-FDJ \| + 30 s \| \| \| 5.º \| Maximilian Schachmann \| Soudal Quick-Step \| + 31 s \| \| \| 6.º \| João Almeida \| UAE Team Emirates XRG \| + 31 s \| \| \| 7.º \| Neilson Powless \| EF Education-EasyPost \| + 37 s \| \| \| 8.º \| Laurens De Plus \| Ineos Grenadiers \| + 37 s \| \| \| 9.º \| Ilan Van Wilder \| Soudal Quick-Step \| + 39 s \| \| \| 10.º \| Jakob Söderqvist \| Lidl-Trek Future Racing \| + 39 s \| \| |                       |                            |             |
| |                       |                            |             |
| |                       |                            |             |
| Clasificación de la etapa |                       |                            |             |
| Ciclista | Ciclista              | Equipo                     | Tiempo      |
| 1.º | Jonas Vingegaard      | Team Visma \| Lease a Bike | 28 min 25 s |
| 2.º | Wout van Aert         | Team Visma \| Lease a Bike | + 11 s      |
| 3.º | Antonio Tiberi        | Bahrain Victorious         | + 15 s      |
| 4.º | Romain Grégoire       | Groupama-FDJ               | + 30 s      |
| 5.º | Maximilian Schachmann | Soudal Quick-Step          | + 31 s      |
| 6.º | João Almeida          | UAE Team Emirates XRG      | + 31 s      |
| 7.º | Neilson Powless       | EF Education-EasyPost      | + 37 s      |
| 8.º | Laurens De Plus       | Ineos Grenadiers           | + 37 s      |
| 9.º | Ilan Van Wilder       | Soudal Quick-Step          | + 39 s      |
| 10.º | Jakob Söderqvist      | Lidl-Trek Future Racing    | + 39 s      |

## Clasificaciones finales
- Las clasificaciones finalizaron de la siguiente forma:[5]

### Clasificación general
| \| Clasificación general \| Clasificación general \| Clasificación general \| Clasificación general \| Clasificación general \| \| Ciclista \| Ciclista \| Equipo \| Tiempo \| \| \| --------------------- \| --------------------- \| -------------------------- \| --------------------- \| --------------------- \| \| 1.º \| Jonas Vingegaard \| Team Visma \\| Lease a Bike \| 13 h 19 min 30 s \| \| \| 2.º \| João Almeida \| UAE Team Emirates XRG \| + 15 s \| \| \| 3.º \| Laurens De Plus \| Ineos Grenadiers \| + 24 s \| \| \| 4.º \| Romain Grégoire \| Groupama-FDJ \| + 36 s \| \| \| 5.º \| Maximilian Schachmann \| Soudal Quick-Step \| + 40 s \| \| \| 6.º \| Neilson Powless \| EF Education-EasyPost \| + 43 s \| \| \| 7.º \| Ilan Van Wilder \| Soudal Quick-Step \| + 48 s \| \| \| 8.º \| Primož Roglič \| Red Bull-Bora-Hansgrohe \| + 53 s \| \| \| 9.º \| Tao Geoghegan Hart \| Lidl-Trek \| + 54 s \| \| \| 10.º \| Jan Christen \| UAE Team Emirates XRG \| + 57 s \| \| |                       |                            |                  |
| |                       |                            |                  |
| |                       |                            |                  |
| Clasificación general |                       |                            |                  |
| Ciclista | Ciclista              | Equipo                     | Tiempo           |
| 1.º | Jonas Vingegaard      | Team Visma \| Lease a Bike | 13 h 19 min 30 s |
| 2.º | João Almeida          | UAE Team Emirates XRG      | + 15 s           |
| 3.º | Laurens De Plus       | Ineos Grenadiers           | + 24 s           |
| 4.º | Romain Grégoire       | Groupama-FDJ               | + 36 s           |
| 5.º | Maximilian Schachmann | Soudal Quick-Step          | + 40 s           |
| 6.º | Neilson Powless       | EF Education-EasyPost      | + 43 s           |
| 7.º | Ilan Van Wilder       | Soudal Quick-Step          | + 48 s           |
| 8.º | Primož Roglič         | Red Bull-Bora-Hansgrohe    | + 53 s           |
| 9.º | Tao Geoghegan Hart    | Lidl-Trek                  | + 54 s           |
| 10.º | Jan Christen          | UAE Team Emirates XRG      | + 57 s           |

### Clasificación de la montaña
| Clasificación de la montaña | Clasificación de la montaña | Clasificación de la montaña | Clasificación de la montaña | Clasificación de la montaña |
| Ciclista                    | Ciclista                    | Equipo                      | Puntos                      |                             |
| --------------------------- | --------------------------- | --------------------------- | --------------------------- | --------------------------- |
| 1.º                         | Nicolás Tivani              | Aviludo-Louletano-Loulé     | 28 pts                      |                             |
| 2.º                         | João Almeida                | UAE Team Emirates XRG       | 14 pts                      |                             |
| 3.º                         | Johan Jacobs                | Groupama-FDJ                | 13 pts                      |                             |
| 4.º                         | Jan Christen                | UAE Team Emirates XRG       | 12 pts                      |                             |
| 5.º                         | Brent Van Moer              | Lotto                       | 9 pts                       |                             |
| 6.º                         | Warre Vangheluwe            | Soudal Quick-Step           | 9 pts                       |                             |
| 7.º                         | Laurens De Plus             | Ineos Grenadiers            | 6 pts                       |                             |
| 8.º                         | Primož Roglič               | Red Bull-Bora-Hansgrohe     | 6 pts                       |                             |
| 9.º                         | Tobias Bayer                | Alpecin-Deceuninck          | 6 pts                       |                             |
| 10.º                        | Calum Johnston              | Caja Rural-Seguros RGA      | 4 pts                       |                             |

### Clasificación de los puntos
| Clasificación por puntos | Clasificación por puntos | Clasificación por puntos   | Clasificación por puntos | Clasificación por puntos |
| Ciclista                 | Ciclista                 | Equipo                     | Puntos                   |                          |
| ------------------------ | ------------------------ | -------------------------- | ------------------------ | ------------------------ |
| 1.º                      | Jordi Meeus              | Red Bull-Bora-Hansgrohe    | 45 pts                   |                          |
| 2.º                      | Milan Fretin             | Cofidis                    | 35 pts                   |                          |
| 3.º                      | Wout van Aert            | Team Visma \| Lease a Bike | 24 pts                   |                          |
| 4.º                      | Jonas Vingegaard         | Team Visma \| Lease a Bike | 20 pts                   |                          |
| 5.º                      | Filippo Ganna            | Ineos Grenadiers           | 20 pts                   |                          |
| 6.º                      | João Almeida             | UAE Team Emirates XRG      | 17 pts                   |                          |
| 7.º                      | Madis Mihkels            | EF Education-EasyPost      | 16 pts                   |                          |
| 8.º                      | Jan Christen             | UAE Team Emirates XRG      | 15 pts                   |                          |
| 9.º                      | Casper van Uden          | Team Picnic-PostNL         | 15 pts                   |                          |
| 10.º                     | Laurens De Plus          | Ineos Grenadiers           | 13 pts                   |                          |

### Clasificación de los jóvenes
| Clasificación del mejor joven | Clasificación del mejor joven | Clasificación del mejor joven    | Clasificación del mejor joven | Clasificación del mejor joven |
| Ciclista                      | Ciclista                      | Equipo                           | Tiempo                        |                               |
| ----------------------------- | ----------------------------- | -------------------------------- | ----------------------------- | ----------------------------- |
| 1.º                           | Romain Grégoire               | Groupama-FDJ                     | 13 h 20 min 06 s              |                               |
| 2.º                           | Jan Christen                  | UAE Team Emirates XRG            | + 21 s                        |                               |
| 3.º                           | António Morgado               | UAE Team Emirates XRG            | + 39 s                        |                               |
| 4.º                           | Max Poole                     | Team Picnic-PostNL               | + 51 s                        |                               |
| 5.º                           | Brieuc Rolland                | Groupama-FDJ                     | + 8 min 26 s                  |                               |
| 6.º                           | Lucas Lopes                   | Rádio Popular-Paredes-Boavista   | + 11 min 04 s                 |                               |
| 7.º                           | Jakob Söderqvist              | Lidl-Trek                        | + 16 min 31 s                 |                               |
| 8.º                           | Madis Mihkels                 | EF Education-EasyPost            | + 18 min 34 s                 |                               |
| 9.º                           | Duarte Domingues              | Credibom-LA Alumínios-Marcos Car | + 19 min 45 s                 |                               |
| 10.º                          | Bryan Olivo                   | Bahrain-Victorious               | + 21 min 21 s                 |                               |

### Clasificación por equipos
| Clasificación por equipos | Clasificación por equipos  | Clasificación por equipos | Clasificación por equipos |
| Equipo                    | Equipo                     | Tiempo                    |                           |
| ------------------------- | -------------------------- | ------------------------- | ------------------------- |
| 1.º                       | UAE Team Emirates XRG      | 40 h 01 min 06 s          |                           |
| 2.º                       | Lidl-Trek                  | + 2 min 03 s              |                           |
| 3.º                       | Tudor Pro Cycling Team     | + 5 min 22 s              |                           |
| 4.º                       | EF Education-EasyPost      | + 5 min 53 s              |                           |
| 5.º                       | Cofidis                    | + 6 min 01 s              |                           |
| 6.º                       | Alpecin-Deceuninck         | + 6 min 06 s              |                           |
| 7.º                       | Team Visma \| Lease a Bike | + 6 min 07 s              |                           |
| 8.º                       | Soudal Quick-Step          | + 6 min 15 s              |                           |
| 9.º                       | Groupama-FDJ               | + 8 min 47 s              |                           |
| 10.º                      | Ineos Grenadiers           | + 9 min 27 s              |                           |

## Evolución de las clasificaciones
| Etapa                   |                         | Ganador _        | Clasificación general | Puntos       | Montaña        | Jóvenes         | Equipo _              |
| ----------------------- | ----------------------- | ---------------- | --------------------- | ------------ | -------------- | --------------- | --------------------- |
| 1.ª etapa               | etapa escarpada         | cancelada        | cancelada             | no otorgado  | no otorgado    | no otorgado     | no otorgado           |
| 2.ª etapa               | etapa de media montaña  | Jan Christen     | Jan Christen          | Jan Christen | Jan Christen   | Jan Christen    | UAE Team Emirates XRG |
| 3.ª etapa               | etapa escarpada         | Jordi Meeus      | Jan Christen          | Jordi Meeus  | Nicolás Tivani | Jan Christen    | UAE Team Emirates XRG |
| 4.ª etapa               | etapa escarpada         | Milan Fretin     | Jan Christen          | Jordi Meeus  | Nicolás Tivani | Jan Christen    | UAE Team Emirates XRG |
| 5.ª etapa               | contrarreloj individual | Jonas Vingegaard | Jonas Vingegaard      | Jordi Meeus  | Nicolás Tivani | Romain Grégoire | UAE Team Emirates XRG |
| Clasificaciones finales | Clasificaciones finales |                  | Jonas Vingegaard      | Jordi Meeus  | Nicolás Tivani | Romain Grégoire | UAE Team Emirates XRG |

## UCI World Ranking
La Vuelta al Algarve otorgó puntos para el UCI World Ranking para corredores de los equipos en las categorías UCI WorldTeam, UCI ProTeam y Continental. Las siguientes tablas son el baremo de puntuación y los diez corredores que obtuvieron más puntos:
| Posición              | 1.º | 2.º | 3.º | 4.º | 5.º | 6.º | 7.º | 8.º | 9.º | 10.º | 11.º | 12.º | 13.º | 14.º | 15.º | 16.º-30.º | 31.º-40.º |
| Clasificación general | 200 | 150 | 125 | 100 | 85  | 70  | 60  | 50  | 40  | 35   | 30   | 25   | 20   | 15   | 10   | 5         | 3         |
| Por etapa             | 20  | 15  | 10  | 5   | 3   |     |     |     |     |      |      |      |      |      |      |           |           |
| Líder                 | 5   |     |     |     |     |     |     |     |     |      |      |      |      |      |      |           |           |

| Clasificación |                       |                         |         |       |       |       |
| Posición      | Ciclista              | Equipo                  | General | Etapa | Líder | Total |
| ------------- | --------------------- | ----------------------- | ------- | ----- | ----- | ----- |
| 1.º           | Jonas Vingegaard      | Visma \| Lease a Bike   | 200     | 20    | -     | 220   |
| 2.º           | João Almeida          | UAE Emirates XRG        | 150     | 15    | -     | 165   |
| 3.º           | Laurens De Plus       | INEOS Grenadiers        | 125     | 10    | -     | 135   |
| 4.º           | Romain Grégoire       | Groupama-FDJ            | 100     | 5     | -     | 105   |
| 5.º           | Maximilian Schachmann | Soudal Quick-Step       | 85      | 3     | -     | 88    |
| 6.º           | Neilson Powless       | EF Education-EasyPost   | 70      | -     | -     | 70    |
| 6.º           | Jan Christen          | UAE Emirates XRG        | 35      | 20    | 15    | 70    |
| 8.º           | Ilan Van Wilder       | Soudal Quick-Step       | 60      | -     | -     | 60    |
| 9.º           | Primož Roglič         | Red Bull-BORA-hansgrohe | 50      | -     | -     | 50    |
| 10.º          | Tao Geoghegan Hart    | Lidl-Trek               | 40      | -     | -     | 40    |